# Salvador Kuri
Salvador Kuri Zermeño (León de Los Aldama; 15 de agosto de 1945) es un exfutbolista mexicano que jugaba como portero.

## Selección nacional
Estuvo con la selección de México en el Campeonato de Naciones de la Concacaf de 1971, pero no jugó porque fue suplente de Rafael Puente.

### Participaciones en Campeonatos Concacaf
| Copa                                          | Sede              | Resultado | Partidos |
| --------------------------------------------- | ----------------- | --------- | -------- |
| Campeonato de Naciones de la Concacaf de 1971 | Trinidad y Tobago | Campeón   | 0        |

## Clubes
| Club              | País   | Año       |
| ----------------- | ------ | --------- |
| Torreón           | México | 1965-1970 |
| Laguna            | México | 1970-1972 |
| Toluca            | México | 1972-1974 |
| Guadalajara       | México | 1974-1976 |
| León              | México | 1976-1978 |
| Atlético Potosino | México | 1978-1980 |

## Palmarés

### Títulos nacionales
| Título                      | Equipo  | País   | Año     |
| --------------------------- | ------- | ------ | ------- |
| Segunda División            | Torreón | México | 1968-68 |
| Copa de la Segunda División | Torreón | México | 1968-69 |

### Títulos internacionales
| Título                                | Equipo | Sede          | Año  |
| ------------------------------------- | ------ | ------------- | ---- |
| Campeonato de Naciones de la Concacaf | México | Puerto España | 1971 |